# Arthur Sulzberger
Arthur Gregg Sulzberger (nacido el 5 de agosto de 1980) es un periodista estadounidense, el presidente y editor de The New York Times.

## Carrera profesional
Sulzberger hizo una pasantía en The Providence Journal de 2004 a 2006, trabajando desde la oficina del periódico en Wakefield. Trabajó como reportero para el periódico The Oregonian en Portland de 2006 a 2009.
Sulzberger comenzó a escribir para el New York Times como reportero del metro en enero de 2009. Se convirtió en presidente de The New York Times el 1 de enero de 2021.

## Vida personal
En 2018, Sulzberger se casó con Molly Messick.